# MontaVista
MontaVista Linux — основанная на Linux операционная система ориентированная на встраиваемые системы. Система разрабатывается одноимённой компанией MontaVista Software.

## MontaVista Linux Professional Edition 5.0
В 2007 году MontaVista Software, один из важнейших разработчиков ядра Linux, выпустила новую версию своего дистрибутива, предназначенного для встраиваемых устройств и систем реального времени.
Эта версия содержит:
- обновлённую версию ядра — Linux 2.6.18[1] с патчами от Инго Молнара, ведущего разработчика ядра, и рядом других патчей для улучшения производительности и безопасности.
- Real-time performance — High Resolution Timers (hrtimers), Preempt RT, RT PI futex, Threaded IRQ, Threaded Soft IRQ, Robust futex, Userspace RT PI mutex, BKL Mutex.
- возможность использования как glibc, так и ucLibc
- USB On-The-Go
- GCC 4.2.0
- OProfile — статистический анализатор кода (профайлер)
- Trace — Linux_Trace_Toolkit[англ.]
- Memory debug — MPatrol
- DevRocket 5.0 — среда разработки, интегрируемая в Eclipse

## MontaVista Linux 6
Компания MontaVista Software анонсировала новую версию своей операционной системы — MontaVista Linux 6. Заявляется, что в ней представлен «революционно новый подход» к встраиваемым Linux-решениям.
MontaVista Linux 6 состоит из четырёх компонентов:
- Market Specific Distributions;
- MontaVista Integration Platform;
- MontaVista Zone Content Server;
- MontaVista DevRocket 6.

Главная особенность новой версии MontaVista Linux, заключается в первом пункте. Так называемые Market Specific Distributions (MSD) — это специализированные Linux-дистрибутивы, созданные на общей платформе и оптимизированные для определенной аппаратной платформы и конкретного рынка. Это означает, что любой производитель оборудования сможет с помощью MSD получить фактически собственную ОС, которая будет использовать все аппаратные особенности железа и «направлять» их на наиболее эффективную реализацию тех или иных возможностей, требуемых конкретным применением продукта (ориентированных на конкретный рынок).
Второй компонент — MontaVista Integration Platform — это платформа, основанная на Open Source-разработках, позволяющая разработчикам расширять и настраивать под себя программный стек. MontaVista Zone Content Server позволяет автоматизировать доставку новых файлов с исходным кодом и контента в MontaVista Integration Platform, благодаря чему упрощается процедура обновления платформы. MontaVista DevRocket 6 — новая версия основанной на Eclipse интегрированный среды разработки (IDE) MontaVista, которая теперь поддерживает новую платформу MontaVista Integration Platform.
MontaVista анонсировала v.6 своей интегрированной среды разработки для встраиваемых систем Linux. MontaVista Linux 6 (MVL6) состоит из Market Specific Distributions (MSD), новых дистрибутивов Linux, созданных на общем каркасе и оптимизированных под конкретные аппаратные платформы и их целевые рынки, платформы интеграции MontaVista Integration Platform, MontaVista DevRocket 6 на базе IDE Eclipse и MontaVista Zone Content Server, который позволяет разработчикам искать и совершенствовать исходные тексты. MSD поддерживает платформы Freescale, Intel, Texas Instruments и Cavium. По заявлению MontaVista, разработчики, использующие пакет, смогут легко создавать индивидуально адаптированные системы, полностью использующие преимущества конкретных аппаратных средств.
MVL6 после бета-теста доступен с июля 2009 года.

## Распространенность
MontaVista Linux используется в различных устройствах, в том числе в некоторых электронных книгах, например в Sony Reader, входит в состав MOTOMAGX, синтезаторах Yamaha серии Motif, автомобильных видеорегистраторах фирмы Blackvue или ADSL-роутерах, например, Asus серии AAM, используется MontaVista Linux Professional Edition в качестве внутренней операционной системы.
В настоящее время фирма Pittasoft (разработчик видеорегистраторов BlackVue) отрицает использование каких-либо OpenSource компонентов в своих продуктах. Руководства по эксплуатации не содержат ссылок на возможность запроса исходного кода. Обращение в службу поддержки также ни к чему не приводит, что является прямым нарушением условий лицензии GPL. Тем не менее использование MontaVista Linux в регистраторах BlackVue легко подтверждается при задействовании UART порта регистратора.
Также MontaVista Linux используется в качестве операционной системы в аркадном автомате Sega Lindbergh.